# Sybrohyagnis fuscomaculata
Sybrohyagnis fuscomaculata là một loài bọ cánh cứng trong họ Cerambycidae.